# 1696
Năm 1696 (Số La Mã:MDCXCVI) là một năm nhuận bắt đầu vào Chủ Nhật (liên kết sẽ hiển thị đầy đủ lịch) trong lịch Gregory (hoặc một năm nhuận bắt đầu vào thứ Tư trong lịch Julius chậm hơn 10 ngày).

## Sự kiện
Tháng 10: Hạm Đội Hải Quân Nga được thành lập